# Брус Риъх
Брус Дѐйвид Рѝъх (името и презимето на английски, фамилията на шотландски келтски: Bruce David Rioch) е шотландски футболист, полузащитник и треньор.

## Биография
Започва професионалната си кариера като футболист през 1964 г. в английския ФК Лутън Таун (149 мача, 47 гола). През 1969 г. преминава във ФК Астън Вила (154 мача, 34 гола). През 1974 г. преминава във ФК Дарби Каунти (106 мача, 34 гола). За сезон 1976 – 1977 г. играе за ФК Евъртън (30 мача, 3 гола). През периода 1977 – 1979 г. се връща отново във ФК Дарби Каунти (41 мача, 4 гола). През 1978 г. е преотстъпен на ФК Бирмингам Сити (3 мача, 0 гола), а през 1979 г. е преотстъпен на ФК Шефилд Юнайтед (8 мача, 1 гол). За сезон 1980 – 1981 г. е играч на американсия Сиатъл Саундърс. Завършва кариерата си като футболист през 1984 г. като играещ треньор на ФК Торки Юнайтед (71 мача, 6 гола). Общият му баланс като футболист е 608 мача и 133 гола.

### Национален отбор
През периода 1975 – 1978 г. е изиграл за националния отбор на Шотландия 24 мача с отбелязани 6 гола.

### Треньор
През периода 1982 – 1984 г. е играещ треньор на ФК Торки Юнайтед. През 1985 г. е в американския ФК Сиатъл. От 1986 до 1990 е начело на ФК Мидълзбро. След това е треньор на ФК Милуол (1990 – 1992), ФК Болтън Уондърърс (1992 – 1995), ФК Арсенал (1995 – 1996), ФК Норич Сити (1998 – 2000), ФК Уигън Атлетик (2000 – 2001), след което след четиригодишно прекъсване се установява в Дания като от 2005 – 2007 е начело на Оденсе БК. От 2008 г. е треньор на Олбор БК.